# Lochoni
Lochoni (gruz. ლოხონი – Lokhoni, oset. – Лохоныхох – Łochonychoch, t. Lachoni, Lochani) – najwyższy szczyt Gór Lichskich w łańcuchu Wielkiego Kaukazu, w środkowej Gruzji o wysokości 1925 m n.p.m. Leży na północnym krańcu pasma. 
Źródła: 
- Peakery.com. peakery.com. [zarchiwizowane z tego adresu (2013-12-28)]. (ang.)